# Aron Katz
Aron Katz, (Aaron), född den 5 augusti 1877 i Polen, död den 10 augusti 1950 i Göteborg, var en svensk köpman.

## Biografi
Enligt födelseattesten föddes Aron Katz den 5 augusti 1877 i Cisow, "Jiddishland", Ryssland , men uppgiften är osäker gällande datum. Födelsedatumet kan ha räknats om mellan judisk, rysk och svensk tideräkning. Faderns namn var Moyshe, moderns Mashe Yentel. Barnen var sönerna Chaim, Aron, Pesach, Mack (senare Mikael Kronning) och Sam, samt döttrarna Sara, Ester och Gitel (som i Sverige kallade sig Jenny).
Omkring år 1900 flyttade Katz till Lund, men återvände hem och gifte sig den 6 oktober 1904 med Rebecka (Rifke) Feinstein, född den 1 november 1880, död 29 februari 1944. De bosatte sig i Bialystok, där Aron Katz startade ett bomullsväveri eller linnespinneri. I samband med rysk-japanska kriget år 1905 bredde antisemitismen ut sig i Ryssland och i en pogrom misshandlades Aron Katz, varefter han lämnade Ryssland.
Familjen, med sonen Elias (född 1905), flyttade till Göteborg och bosatte sig på Risåsgatan 11 nära Skanstorget. År 1907 flyttade de till Skanstorget 6. Aron Katz började arbeta som gårdfarihandlare i Göteborg, en av de första orterna blev Hindås. 1910 föds deras tredje barn, Dora, och flera Hindåsbor går samman och finansierar en affärslokal åt Aron. Fyra år senare har Katz och Rebecka betalat tillbaka allting.  Aron och Rebecka fick tillsammans 7 barn: Elias (1905), Laila (1907), Dora (1910), Herman (1911), Eva (1915), Max "Macke" (1918) och Sara (1920). 

## Pettersson & Katz
År 1928 köpte Katz Theodor Petterssons klädhandel vid Kungstorget i Göteborg, varefter namnet blev Pettersson & Katz, men Petterson stod inte kvar som ägare. Byggnaden vid Kungstorget, i vilken affären var inrymd, kom att kallas Katzka huset, men Katz ägde aldrig huset. Byggnaden uppfördes 1895 och revs 1985. Aron Katz avled den 10 augusti 1950. På balkongen över affären presenterades årets Lucia tillsammans med uppträdanden av bland annat Lasse Dahlqvist, Karl Gerhard, Git Gay, Carl Gustaf Lindstedt, Stig Grybe, Gunnar "Siljabloo" Nilson, Sonya Hedenbratt, Brita Borg och Lill Lindfors. Uppträdandena pågick från 1940-talet och det sista framträdandet gjorde Hagge Geigert i november 1974. Familjen Katz sålde affären året därpå.
Affären drevs vidare av nya ägare, men flyttade i mitten av 1980-talet till Korsgatan under namnet "Katz". År 2004 försvann namnet i och med att Gillblads affär flyttade dit.